# Nightnoise
Nightnoíse was een Keltisch jazzkamerorkest gedurende de jaren 80 en 90 in de Verenigde Staten. Het bracht een aantal albums uit op het Windham Hill Label. Het begon als een samenwerking tussen de Amerikaanse violist Billy Oskay en de Ierse folkmuzikant zanger-gitarist Micheál Ó Dhomhnaill. Hun eerste album Nightnoise kwam in 1984 uit. Drie jaar later werd de band uitgebreid met Micheáls zuster Tríona Ní Dhomhnaill. Zij werkte al eerder met hem samen in de bands Skara Brae, The Bothy Band en Relativity. Toen de Iers-Amerikaanse fluitist Bian Dunning erbij kwam was Nightnoise geboren. Toen Oskay de groep verliet werd hij vervangen door de Schotse vioolspeler Johnny Cunningham een van de oprichters van de groep Silly Wizard. Nadat Cunningham de groep verlaten had werd hij vervangen door de Ierse violist John Fitzpatrick. Nightnoise werd in 2003 ontbonden. Johnny Cunningham overleed aan een hartaanval in 2003 terwijl Micheál Ó Domhnaill in 2006 in zijn huis in Dublin is overleden.

## Discografie
- Nightnoise (1984, uitgebracht onder de naam, "Billy Oskay and Mícheál Ó Dhomhnaill"
- Something of Time (1987)
- At the End of the Evening (1988)
- The Parting Tide (1990)
- A Windham Hill Retrospective (1992), (compilatie) laatste album met Billy Oskay
- Shadow of Time (1993)
- A Different Shore (1995)
- The White Horse Sessions (1997)
- Pure Nightnoise (2006) (compilatie)